# Буш, Мэй
Энни Мэй Буш (англ. Annie Mae Busch, 18 июня 1891, Мельбурн, Виктория — 19 апреля 1946 или 20 апреля 1946, Голливуд, Калифорния) — американская актриса, уроженка Австралии.

## Биография
Родилась в австралийском городе Мельбурн в семье известных артистов водевилей. Её родители много гастролировали, и в 1896 году прибыли в США, где продолжили выступления. Из-за большой занятости родителей Буш была определена в школу при монастыре Св. Елизаветы в Нью-Джерси, а в двенадцатилетнем возрасте присоединилась к их выступлениям.
С 1912 года Буш начала сольную карьеру, играя в различных водевилях и ревю. В 1912 году она прибыла в Голливуд в надежде начать карьеру в кино. Чтобы получить роль в фильме «Водная нимфа», она выдумала легенду о том, что она жила на Таити, где научилась хорошо плавать и нырять. В итоге во время съемок с глубоким погружением она получила травму и была вынуждена отказаться от дальнейшего участия. В 1915 году актриса вновь оказалась в Голливуде, где подписала контракт с киностудией «Keystone Studios». За два годы работы на студии у неё началась интрижка с её главой Маком Саннетом, о которой вскоре узнала его невеста актриса Мэйбл Норманд, после чего Буш пришлось покинуть Keystone Studios.
В последующие годы актриса сотрудничала с различными киностудиями, появившись в таких картинах, как «Глупые жёны» (1921), «Души для продажи» (1923), «Несвятая троица» (1925) и «Алиби» (1929). В 1927 году Буш снялась в комедии «Люби их и плачь», с чего положила начало своему многолетнему сотрудничеству с дуэтом Лорел и Харди. Вместе с ними она снялась в тринадцати комедиях, среди которых «Сыновья пустыни» (1933), «Там, среди холмов» (1934) и «Зуб за зуб» (1935). Последние свои роли она исполнила в начале 1940-х годов в фильмах «Девушки Зигфилда» (1941) и «Безумный монстр» (1942).
Актриса трижды была замужем: за актёром Фрэнсисом Макдоналдом (1915—1922), Джоном Ирлом Касселлем (1926—1929) и инженером Томасом С. Тейтом с 1936 года до своей смерти. Мэй Буш умерла в апреле 1946 года в возрасте 54 лет от рака толстой кишки в одном из санаториев долины Сан-Фернандо, где она находилась предыдущие пять месяцев. Актриса была кремирована, а её прах до 1970 года оставался невостребованным, пока глава Общества Лорела и Харди оплатил её погребение в колумбарии одного из кладбищ Лос-Анджелеса. За свой вклад в киноиндустрию США Мэй Буш удостоена звезды на Голливудской аллее славы.